# Siphlophis worontzowi
Espèce
Synonymes
- Alleidophis worontzowi Prado, 1940

Statut de conservation UICN

 LC  : Préoccupation mineure
Siphlophis worontzowi  est une espèce de serpents de la famille des Dipsadidae.

## Répartition
Cette espèce se rencontre :
- au Brésil dans les États de l'Amazonas, du Pará, du Mato Grosso et du Rondônia ;
- au Pérou dans la région de Cuzco ;
- dans le nord de la Bolivie.

## Étymologie
Cette espèce est nommée en l'honneur de Cesar Worontzow qui a collecté le premier spécimen.

## Publication originale
- Prado, 1940 "1939" : Notas Ofiologicas 2. Observações sobre os ofidios da fauna amazonica, com a descrição de um novo genero e especie. Memórias do Instituto Butantan, vol. 13, p. 1-6.